# Bining
Bining (deutsch Biningen) ist eine französische Gemeinde mit 1173 Einwohnern (Stand 1. Januar 2022) im Département Moselle in der Region Grand Est (bis 2015 Lothringen). Sie gehört zum Arrondissement Sarreguemines und zum Kanton Bitche.

## Geografie
Bining liegt im Westen des Bitscher Landes auf der Lothringer Hochfläche. Im Südosten der Gemarkung beginnt der Übergangsbereich zu den Nordvogesen. Nur hier ist Bewaldung zu finden. Im Nordosten und Norden grenzt Bining an Rohrbach, von dem es nur durch Reste der Maginotlinie und einige Kasernenbauten getrennt ist. Im Westen schließen die Gemarkungen von Gros-Réderching, Achen und Etting an, im Süden Rahling und im Osten, wo die Bewaldung beginnt, Montbronn. Die Weiler Mohrenhof, Felsenhof, Bombacherhof und Kusterwald wurden zwischen 1830 und 1870 von Einwanderern gegründet.

## Geschichte

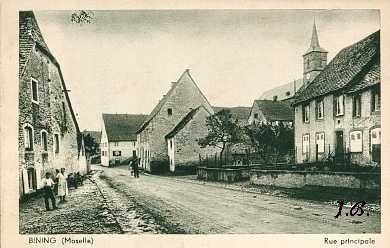
Bining, Hauptstraße um 1920

Über die Höhe westlich des Altkirchertals (frz. vallée d'Altkirch) zieht die alte Römerstraße von Bliesbruck in Richtung Metz. Auf Binings Gemarkung finden sich etwa ein Dutzend Plätze mit römischen Spuren. Bei der Ersterwähnung im Jahr 1351 gehörte es zu Zweibrücken-Bitsch und kam bald darauf als Lehen an Gerhard von Warsberg. Um 1935 wurde Bining in die Maginotlinie als Verteidigungswerk gegen das Dritte Reich einbezogen. Nach Kriegsbeginn 1939 bis Mitte 1940 wurden die Einwohner nach Exideuil im Département Charente evakuiert. Von Dezember 1944 bis Januar 1945 war Bining schweren Bombenangriffen ausgesetzt.

## Bevölkerungsentwicklung
| Jahr      | 1962 | 1968 | 1975 | 1982 | 1990 | 1999 | 2007 | 2019 |
| Einwohner | 1119 | 1129 | 1106 | 1117 | 1168 | 1155 | 1182 | 1211 |

## Kultur und Sehenswürdigkeiten
Trotz der Bombardements im Zweiten Weltkrieg haben einige Anwesen des 18. Jahrhunderts überdauert. Besonders interessant war das Gasthaus zur Linde mit Figuren und Reliefs aus dem Jahr 1711, mitten im Ortszentrum gelegen. Außer den bäuerlichen Reliefs an den Fenstergewänden, die Bauern beim Tagewerk darstellen, waren die einzigartigen Gips-Kassetten zwischen den Deckelbalken mit religiösen Symbolen sehenswert. Leider wurde das erhaltenswerte Gebäude ca. 2010 weitgehend umgebaut und verändert, so dass das historische Original nicht mehr zu erkennen ist. Die Reliefs von den Fenstergewänden sind immerhin, in der Fassade eingebaut, vorhanden. Unter den vielen Lothringerkreuzen ist auch das älteste des gesamten Bitscher Landes zu finden. Es trägt die Jahreszahl 1629 und steht am Weg nach Schmittviller.

## Infrastruktur
Bining liegt an der Départementsstraße D 25 Rohrbach – Rahling – Sarre-Union.